# Фінансовий менеджмент
Фіна́нсовий ме́неджмент — система принципів, методів, засобів і форм організації грошових відносин. Основна суть полягає в управлінні фінансами з метою підвищення ефективності виробництва та розподілу продукту.
Управління фінансово-господарською діяльністю — це:
- розроблення і реалізація фінансової політики підприємства;
- інформаційне забезпечення (складання і аналіз фінансової звітності підприємства);
- оцінка інвестиційних проектів і формування портфеля інвестицій;
- поточне фінансове планування та контроль.

Фінанси складаються з 3-х взаємозв'язаних галузей:
- ринок грошей та капіталу
- ринок інвестицій
- фінансовий менеджмент

## Управління фінансами на Русі
На землях Русі фінансовий менеджмент має давню історію. Вже в часи Середньовіччя управління фінансами на Русі було важливою складовою господарств монастирів. Саме тут в той час готувались найкращі кадри для цієї галузі суспільного господарства, як світського так і церковного.